# Kyan Anderson
Kyan Anderson (* 25. März 1992 in Fort Worth, Texas) ist ein US-amerikanischer Basketballspieler. Nach dem Studium in seinem Heimatland begann Anderson ab 2015 eine professionelle Karriere in Europa.

## Karriere
Anderson wurde bereits während seiner Schulzeit an der North Crowley High als einer der besten Nachwuchsspieler seiner Altersklasse im Dallas-Fort-Worth-Metroplex eingestuft. Nach seinem Schulabschluss blieb er in seiner Heimatstadt und bekam ein Stipendium der Texas Christian University. Deren Hochschulmannschaften Horned Frogs spielten damals noch in der Mountain West Conference (MWC) der NCAA, bevor sie sich 2012 während Andersons Studienzeit der Big 12 Conference anschlossen. Zuvor war Anderson im gleichen Jahr als MWC Freshman of the Year ausgezeichnet worden, nachdem er bereits in der Mehrzahl der Spiele Starter war und knapp zehn Punkte, dem Höchstwert aller MWC-Freshmen jener Saison, und drei Assists pro Spiel erzielt hatte. Erstmals seit 2005 und unter der Ägide von Trainer Jim Christian erreichten die Horned Frogs am Saisonende eine positive Bilanz, verloren aber ihr Viertelfinale im MWC-Meisterschaftsturnier deutlich gegen die Rams der Colorado State University. Trotzdem reichte es ebenfalls erstmals seit 2005 zu einer Postseason-Teilnahme im College Basketball Invitational (CBI), bei dem man im zweiten Spiel ausschied. Unter dem neuen Trainer Trent Johnson erreichte man 2013 jedoch nur noch elf Saisonsiege, davon nur zwei gegen Kontrahenten der Big 12, so dass man als letztplatzierte Mannschaft der Big 12 bis auf deren Meisterschaftsturnier eine Postseason komplett verpasste. Dies änderte sich auch in den folgenden beiden Jahren nicht, in denen man 2014 sogar sieglos in Meisterschaftsspielen gegen die neuen Kontrahenten in der Big 12 blieb. Erst in Andersons Abschlussjahr war ein Aufwärtstrend erkennbar. Neben vier Siegen in 18 Spielen gegen Gegner der Big 12 sowie dem ersten Sieg in einem Ausscheidungsspiel im Big 12-Meisterschaftsturnier reichte es durch Siege gegen Gegner von außerhalb der Conference zu einer positiven Saisonbilanz. Trotzdem blieb den Horned Frogs eine Einladung zu einem weiteren landesweiten Postseason-Turnier verwehrt. Individuell gehörte Anderson jedoch zu den besten Spielern seiner Mannschaft und rangierte bei seinem Abschluss in nahezu allen Kategorien der ewigen Bestenliste der Horned Frogs unter den Top Ten.
Andersons individuelle Leistungen waren aber gleichwohl nicht ausreichend, um im NBA-Draft 2015 von einem Klub der am höchsten dotierten Profiliga NBA berücksichtigt zu werden. Stattdessen startete Anderson seine professionelle Karriere in Europa und spielte zunächst in der Saison 2015/16 für den professionellen belgischen Klub Okapi Aalstar aus Aalst in der Scoore League. Nach dem dritten Platz in der Qualifikationsrunde erreichte Anderson mit der Mannschaft die Finalserie um die belgische Meisterschaft, die in vier Spielen nach einem Sieg gegen Titelverteidiger Telenet Oostende verloren ging. Zur folgenden Basketball-Bundesliga 2016/17 wechselte Anderson zum deutschen Erstligisten BBC medi aus Bayreuth. Unter dem neuen Trainer Raoul Korner konnten sich die Bayreuther, angeführt von Anderson und dessen Landsmann und Mannschaftskameraden auf der Guard-Position Trey Lewis, deutlich verbessern und erreichten auf dem vierten Platz souverän die Play-offs um die deutsche Meisterschaft erstmals seit dem „Wiederaufstieg“ 2010. Hier hatte man in der ersten Runde im Viertelfinale Heimrecht gegen die EWE Baskets Oldenburg, denen man trotzdem in vier Spielen nach nur einem Sieg unterlag.
Nach drei Jahren wechselte Kyan Anderson zur BG Göttingen für die Saison 2019/20. Während der Unterbrechung der Bundesligasaison aufgrund der Coronavirus-Pandemie wechselte Anderson zum ungarischen Erstligisten Falco KC Szombathely.
Zur Saison 2021/22 kehrte er in die Basketball-Bundesliga zurück und unterschrieb einen Zweijahresvertrag bei den Gießen 46ers.

## Belege
1. ↑  A Closer Look: Anderson's Career Numbers. Texas Christian University, 7. April 2015, archiviert vom Original am 7. April 2016; abgerufen am 28. Mai 2017 (englisch, Medien-Info).
2. ↑  Anderson Continues Career in Belgium. Texas Christian University, 3. August 2015, archiviert vom Original am 2. Juli 2018; abgerufen am 28. Mai 2017 (englisch, Medien-Info).
3. ↑  Neuer Motor des medi-Spiels heißt Kyan Anderson. BBC Bayreuth, 17. Juli 2016, abgerufen am 28. Mai 2017 (Medien-Info).
4. ↑  Kristina Kreutzer, Florian Weber: Basketball-Playoffs: Bayreuth und Bamberg stehen Kopf. Bayerischer Rundfunk, 5. Mai 2017, abgerufen am 17. August 2019.
5. ↑  basketball de Redaktion: Gießen komplettiert Kader mit Kyan Anderson. In: basketball.de. 2. August 2021, abgerufen am 1. November 2021 (deutsch).

| Personendaten    | Personendaten                       |
| ---------------- | ----------------------------------- |
| NAME             | Anderson, Kyan                      |
| KURZBESCHREIBUNG | US-amerikanischer Basketballspieler |
| GEBURTSDATUM     | 25. März 1992                       |
| GEBURTSORT       | Fort Worth, Texas, USA              |